# ألبرتو راميريز (لاعب كرة قدم)
ألبرتو راميريز (بالإسبانية: Alberto Ramírez Dioses)‏ (5 نوفمبر 1968 في بيرو - ) هو مدرب كرة قدم ولاعب كرة قدم بيروفي في مركز الهجوم. شارك مع منتخب بيرو لكرة القدم. أما مع النوادي، فقد لعب مع الجامعي دي بيرو وخوان أوريتش وذي سترونغيست ونادي بويبلا ونادي خيريث ونادي سبورتينغ كريستال وLa Palma ‏ وSport Coopsol Trujillo ‏ وAlianza Atlético ‏ وديبورتيفو وانكا ونادي ميلغار أريكيبا وسبورت بويز وJuventud La Palma ‏ وتامبيكو ماديرو.

## وصلات خارجية
- ألبرتو راميريز على موقع قاعدة بيانات كرة القدم.إي يو (الإنجليزية)
- ألبرتو راميريز على موقع ناشيونال فوتبول تيمز (الإنجليزية)